# OBA
OBA（オバ、本名：小畑 大輔〈おばた だいすけ〉、1986年4月1日 - ）は日本のダンサー。鎌倉市腰越出身。

## 人物
13歳の頃から兄の影響でストリートダンスを始め、国際製菓専門学校 高等課程を卒業後、ニューヨーク BroadwayDanceCenter ISVPに留学し卒業。ポップダンスのパイオニアの1人 Jazzy J に師事する。世界各地のダンスバトルで優勝を果たす。帰国後、ポップダンスチーム Rhythmalismを結成。23歳、オーストラリアメルボルンの路上でストリートパフォーマンスを披露しインド・ネパール経由で帰国。後に「自身の身体でこそなしえるダンスを追求する。」とストリートダンスを追求すると共に概念下の意味でのコンテンポラリー・ダンスを研鑽している。
総計1,212kmの道のりを映画撮影、舞台本番へ向けて一本歯下駄と地下足袋で踏破。日本人の身体感覚に目覚めた世界的ストリートダンサー。
2017年１月に改名したことをブログにて発表。座右の銘は『一舞一生 -one step one life-』

## 来歴
2004 - 2006年
ダンス留学のため渡米。ニューヨークのダンス学校でJazzy Jに師事。修行のために米国各地でダンスバトルに参戦し数々の優勝を果たした。
2006年 - 2010年
日本に帰国。ロサンゼルスに留学経験があるダンサーのToshi、Takaと意気投合し、Rhythmalismを結成。TokyoDanceDelightなど国内ダンスコンテスト・バトル優勝を果たした。またスイスで開催されたGuneve Unique 1on1 Dance Battle に日本人初の参戦をする。結果はポップダンス1on1バトル優勝。他ストリートダンスジャンル（ロックダンス、ハウスダンス、ワックダンス、ヒップホップダンス）のバトル優勝したダンサーとのダンス対決にも勝利してジャンル総合優勝を果たした。
2010年 - 2013年
Reo MatsumotoとShun Tapとオーストラリアのメルボルンで大道芸を披露して資金を調達し、海外旅行を行った。この時に外国の音楽・踊りに強く影響を受けて「自身の身体でしかなしえないダンスとはなにか」と考えるようになったという。
2013年 - 2015年
帰国後、東海林靖志や高原伸子などのダンサーと交流を始める。2014年には鎌倉でダンスフェスティバル「KAMAKURA DANCE FESTIVAL」を主催し、初めてソロダンス作品を発表した。
2016年 - 2018年
新国立劇場主催「Hybrid –Rhythm&Dance-」に出演。様々なダンスシーンへとクロスオーバーし始める。日本映画「BAKEMONO」の主演や、自らが企画・演出・出演、一本歯下駄と地下足袋を兼用し鎌倉市から東近江市まで歩き、神社に舞を奉納するプロジェクト「歩んで舞る」など幅広い活動を行う。

## 主な出演・受賞

### ダンスバトル・コンテスト
- Funk Style Conference 1on1 Dance Battle(アメリカ) 優勝［2005］
- Kings OF NY 2on2 Dance Battle(アメリカ) 優勝［2005］
- Kings OF NY 3on3 Dance Battle(アメリカ) 優勝［2006］
- Beatronick 1on1 DanceBattle 優勝(日本)［2008］
- Tokyo Dance Delight 優勝(日本)［2008］
- Japan Dance Delight Vol.15&16 ファイナリスト(日本)［2008、2009］
- Guneve Unique 1on1 Dance Battle(スイス) 総合優勝［2010］
- Japan Dance Delight Vol.22 ファイナリスト(日本)［2015］
- Crazy Robots 4on4 DanceBattle(中国) 優勝［2015］
- NYC Popping Dance Contest (アメリカ) 準優勝［2016］
- World Dance Coliseum JAPAN 2on2 PoppingDanceBattle(日本) 優勝［2016］
- Japan Dance Delight Vol.23(日本) ファイナリスト［2016］
- Japan Dance Delight Vol.26(日本) ファイナリスト［2019］

### ステージ
- Jazzy Jのダンスグループ Rhythmatic Funk Movementのメンバーとして認められApollo theaterに出演［2006］
- 関西最大Rock Festival Going KOBE にてゲスト出演［2008］
- 舞踊家 高原 伸子との共同作品［地上の楽園］を発表［2013］
- BeatBoxer TATSUYAとKAMIHITOEを共同プロデュース&出演［2013］
- 芝崎 健太 作 演出［Pieta］ 共同制作・出演［2014］
- 舞踊家 東海林 靖志・KUMAとの共同作品［響縁 -即興の宴-］を発表［2014］
- プロジェクションマッピング国際コンペ Media Artz Zushiに招待作品［natural phenomenon］を発表［2014］
- KAMAKURA DANCE FESTIVAL 2014 ソロ作品［Soul Fire～貴方の魂に飛び火する～］を発表［2014］
- Sound Horizon 9th Story Concert 『Nein』～西洋骨董屋根裏堂へようこそ～ 出演［2015］
- 新国立劇場主催 「Hybrid – Rhythm & Dance」 出演［2016］
- 新国立劇場主催 「Hybrid – Rhythm & Dance」スペイン バスクツアー 出演［2016］
- Linked Horizon Live Tour 2017「進撃の軌跡」ダンサー出演［2017］
- Linked Horizon 「進撃の軌跡 総員結集 凱旋公演 横浜アリーナ」ダンサー出演［2018］
- 【五頭龍舞•弁天舞•大国主舞】東近江市 野々宮神社 拝殿 – 作・演出・出演［2018］
- 【アメニモマケズ –Tree of Life– @TAISHO Univ.】作・演出・出演 / 企画 大正大学 表現学部［2018］
- 【 大国主舞 】 元旦 東近江 野々宮神社 - 監督・出演 / 企画 野々宮神社［2019］

### メディア
- 吉井和哉 『ヨシー・ファンクJr.～此レガ原点!!～』 MV 出演［2014］
- Samsung GALAXY Note Edge CM 出演［2014］
- YOJI BIOMEHANIKA with MC STRETCH / The Place For Freedom MV［2015］
- 水曜日のカンパネラ×shu uemura「COLORHOLIC」コラボレーションMV［2016］[2]
- 日本映画「BAKEMONO」主演［2017］
- NHK World・総合テレビ「SONGS OF TOKYO」Linked Horizonダンサー出演［2018］
- 日本短編映画「ヒノイリノ風」舞役 出演［2018］
- 「 HOMME PLISSÉ   ISSEY MIYAKE : ACTION PAINTHING」PV ダンサーソロ出演［2020］
- 「 HOMME PLISSÉ  ISSEY MIYAKE : SPRING SUMMER 2021 」PV 主演［2020］

### その他
- 福祉施設に訪問しダンスワークショップ・ダンスショーを行う団体 共有空間を立ち上げる［2006〜2009］
- Club Citta にて福祉イベント 人=人をオーガナイズ［2006〜2009］
- 共有空間をNPO法人化し、理事長に就任［2013］
- ベトナム ハノイにて開催されたダンスバトル［WonderFunk］に日本代表審査員として遠征［2014］
- KAMAKURA DANCE FESTIVAL2014を主催［2014］
- イタリアボローニヤにて開催されたイタリア最大級アートイベントFruit Exhibitionに写真家Saori Ozakiとの合作「Shiosai」が展示される［2014］
- シルク・ドゥ・ソレイユにダンサー登録される［2015］
- 鎌倉市主催 「KAMAKURA ART SESSION」企画・出演［2016］
- 鎌倉市から島根県出雲大社までの移動距離767kmを大宮大奨と共に「徒歩」にて成就する［2017］
- 鎌倉市立手広中学校全学年生徒参加の教育講演会にて「表現を身につける意味〜表現の多様性〜」をテーマに「自分の初期衝動(わくわく)を信じること」を共有目的とし講演［2017］
- Domus – Issey Miyake Session one モデル出演［2018］
- 【歩んで舞る】鎌倉〜滋賀445km一本歯&地下足袋 徒歩ノ旅 – 企画 / 演出 / 出演 : OBA&IGA  – 完歩舞納大盛況にて無事終演［2018］
- 千葉商科大学 サービス創造学部「サービス創造入門」ゲストスピーカー 「初期衝動について」講義［2018］
- Pen 2019 完全保存版 Issey Miyake特集号 モデル出演［2019］
- Art Production『Atelier Sixxx』設立 / 共同代表 株式会社 大人 代表 五十嵐しんちろ［2019］
- 「HOMME PLISSÉ ISSEY MIYAKE 2020SS」ルックブック出演［2020］